# Niemivaara
Niemivaara är en kulle i Finland.   Den ligger i den ekonomiska regionen  Tornedalens ekonomiska region  och landskapet Lappland, i den norra delen av landet, 700 km norr om huvudstaden Helsingfors. Toppen på Niemivaara är 213 meter över havet, eller 104 meter över den omgivande terrängen. Bredden vid basen är 1,6 km.
Terrängen runt Niemivaara är huvudsakligen platt. Runt Niemivaara är det mycket glesbefolkat, med 2 invånare per kvadratkilometer. Det finns inga samhällen i närheten. 